# Baravalle von Brackenburg

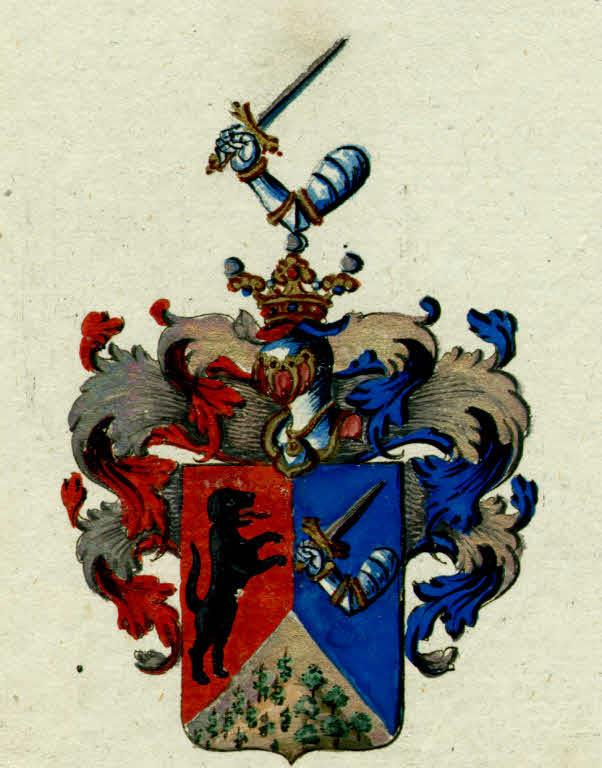
Wappen der Baravalle von Brackenburg (1829)

Baravalle von Brackenburg ist der Name einer katholischen, ursprünglich aus Spanien stammenden, im 18. Jahrhundert aus dem Piemont nach Österreich eingewanderten Familie, die 1829 in den österreichischen Adelsstand erhoben wurde. Angehörige dieses Geschlechtes waren vor allem als Militärs und Techniker tätig. 

## Geschichte

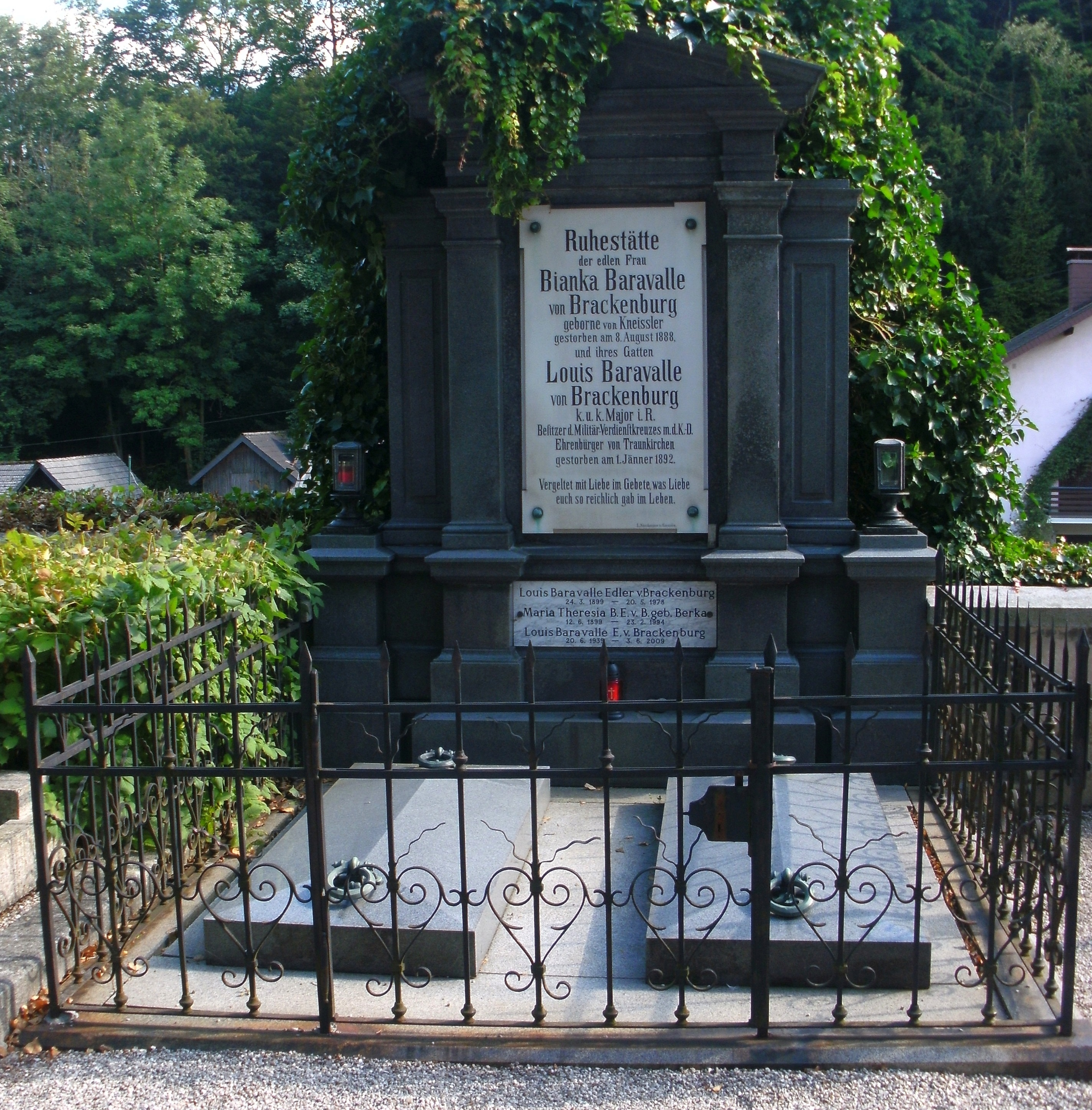
Grab der Familie Baravalle von Brackenburg in Traunkirchen

Stammvater des österreichischen Adelsgeschlechts der Baravalle von Brackenburg ist der k.k. Offizier Joseph Baravalle (1774–1855), dessen ursprünglich aus Spanien stammende Familie seit dem 16. Jahrhundert im Piemont ansässig war und dort bis 1810 über bedeutenden Grundbesitz verfügte. Joseph Baravalle trat 1799 in ein österreichisches Jägerbataillon ein, wechselte 1800 zum Infanterie-Regiment Nr. 36 „Graf Kolowrat“ und wurde in österreichischen Diensten nacheinander Fähnrich, Unterlieutenant (1805), Oberlieutenant (1809) und Kapitänlieutenant (1813). Während der Koalitionskriege nahm er an den Feldzügen der Jahre 1799, 1800, 1805, 1809, 1813, 1814, 1815 sowie 1821 an der Niederschlagung von Revolutionsversuchen in Italien teil, wobei er dreimal schwer verwundet und 1817 aufgrund seines tapferen Verhaltens zur Auszeichnung mit dem Orden der Eisernen Krone III. Klasse vorgeschlagen wurde. 1829 wurde Baravalle aufgrund der Regelungen über den systemmäßigen Adel als Edler von Brackenburg in den erblichen österreichischen Adelstand erhoben und 1832 schließlich zum Major befördert. Zuletzt fungierte Joseph Baravalle von Brackenburg als Kommandant eines Versorgungshauses für Militärinvalide in Lerchenfeld bei Wien, wo er am 17. Februar 1855 starb.
Joseph Baravalle von Brackenburg hinterließ aus seiner Ehe fünf Söhne, die alle die Offizierslaufbahn einschlugen: Albert Baravalle von Brackenburg diente 1856 als Hauptmann im Infanterie-Regiment Nr. 14 „Großherzog Ludwig von Hessen“, Alois Baravalle von Brackenburg erhielt 1849 das Militärverdienstkreuz und diente 1856 als Hauptmann im Infanterie-Regiment Nr. 1 „Kaiser Franz Joseph“; Hermann Baravalle von Brackenburg diente 1856 als Hauptmann im Infanterie-Regiment Nr. 25 „Feldzeugmeister Gustav von Wocher“ und war zugleich Kommandant des Militär-Obererziehungshauses in Petrinja; Friedrich Baravalle von Brackenburg diente 1856 als Unterlieutenant im Infanterie-Regiment Nr. 49 „Feldzeugmeister Freiherr von Heß“,  während Karl Baravalle von Brackenburg am 6. Mai 1848 als Unterlieutenant im Infanterie-Regiment Nr. 45 in der Schlacht von Santa Lucia gefallen war.
Von den weiteren Nachkommen des Joseph Baravalle von Brackenburg sind zu nennen:
- Louis Baravalle von Brackenburg († 1892) schlug ebenfalls die Offizierslaufbahn ein, wurde  k.u.k. Major, Träger des Militärverdienstkreuzes mit der Kriegsdekoration und schließlich Ehrenbürger von Traunkirchen am Traunsee.
- Hermann Baravalle von Brackenburg (1898–1973)[4] zählt zu den Pionieren der Waldorfschulen. Er promovierte 1921 über „Zur Pädagogik von Mathematik und Physik“ bei Alois Höfler und Robert Reininger an der Universität Wien, 1935 bis 1937 war er am Goetheanum tätig. 1937 bis 1970 lebte und arbeitete er in den USA, ehe er nach Europa zurückkehrte.
- Albert Baravalle von Brackenburg (1902–1983)[5] wurde Architekt, lebte später in Dornach (Schweiz) und beschäftigte sich mit anthroposophischer Architektur. Er vollendete 1958 bis 1965 den nach anthroposophischen Ideen geplanten Modellbau zu Malsch bei Karlsruhe. Der Bau ist seit 1976 vom Landesdenkmalamt Baden-Württemberg als Kulturdenkmal anerkannt.[6]
- Friedrich Baravalle von Brackenburg (1905–1978)[7] war seit 1934 Zivilingenieur für Bauwesen und wirkte seit 1951 als Professor an der Akademie der bildenden Künste Wien, wo er sich mit Fragen der Statik, des Stahlbeton-, Stahl- und Leichtbaus befasste. Er legte auch Entwürfe und Planungen für die Wiener Stadthalle und zahlreiche andere Großbauten vor. 1963 erhielt er das Ehrenkreuz für Wissenschaft und Kunst I. Klasse, 1972 die Ehrenmedaille der Stadt Wien in Gold.